# Estación Mercedes (Belgrano)
Mercedes es una estación de ferrocarril perteneciente al Ferrocarril General Belgrano,  ubicada en el Partido de Mercedes, Provincia de Buenos Aires, Argentina.

## Historia
Fue construida por la Compañía General de Ferrocarriles en la Provincia de Buenos Aires en 1908, como parte de la vía que llegó a Rosario en ese mismo año.
El tren del CGBA llegó por primera vez a Mercedes en 1907. La ciudad quedó así ligada a líneas que de la misma trocha venían del norte del país, con un gran tráfico de cargas por más de medio siglo.
Actualmente en el edificio de la estación funciona un Centro de Veteranos de Guerra de Malvinas y una radio, llamada Vida. También allí se encuentra una de las bases operativas de la Asociación Amigos del Belgrano, que intenta mantener el ramal en condiciones.
A partir del día domingo 28 de mayo de 2023 comenzó a circular el servicio que conecta Tomás Jofré con Altamira y Mercedes.

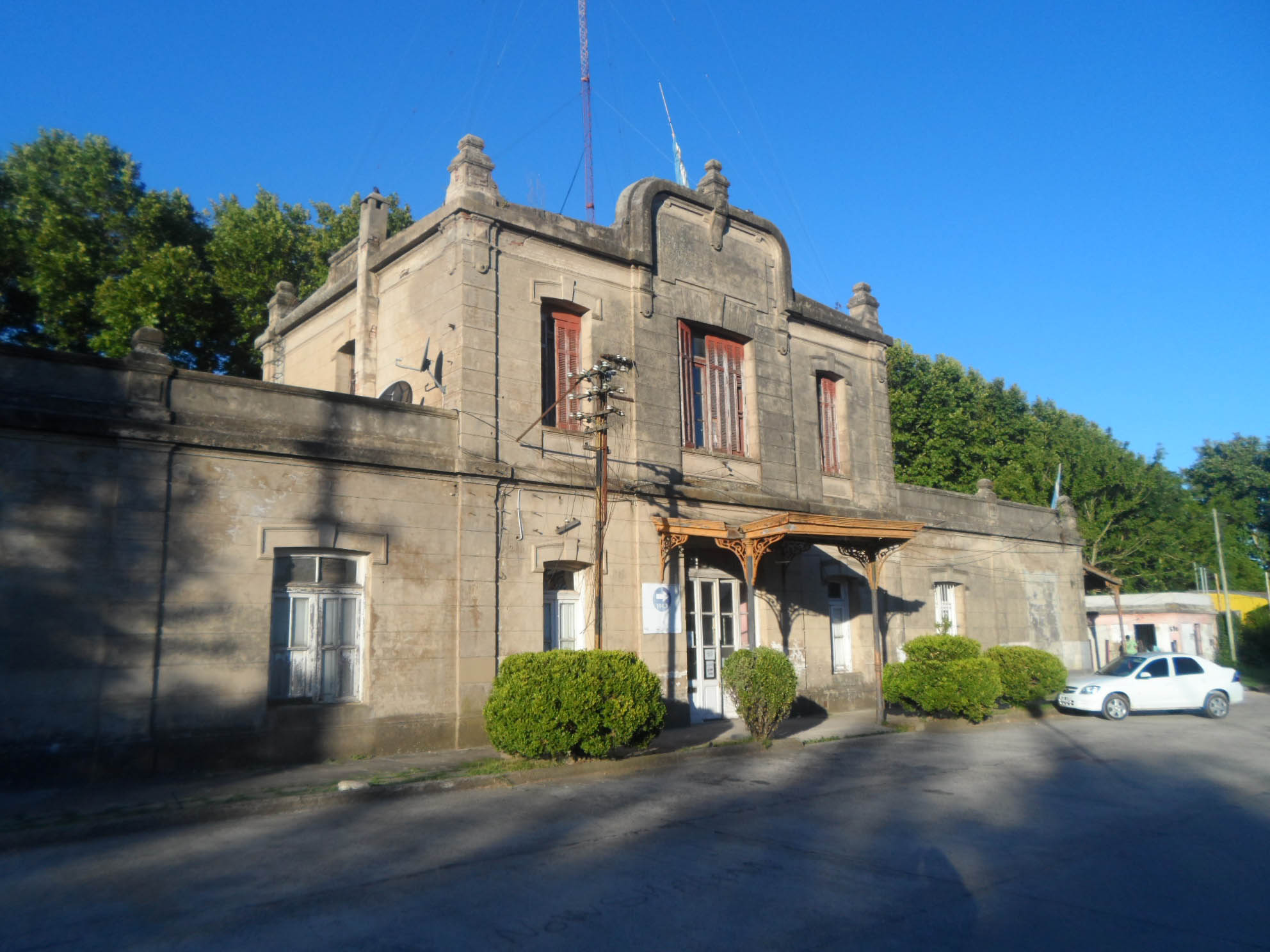
Frente del edificio de la estación (Diciembre de 2014)
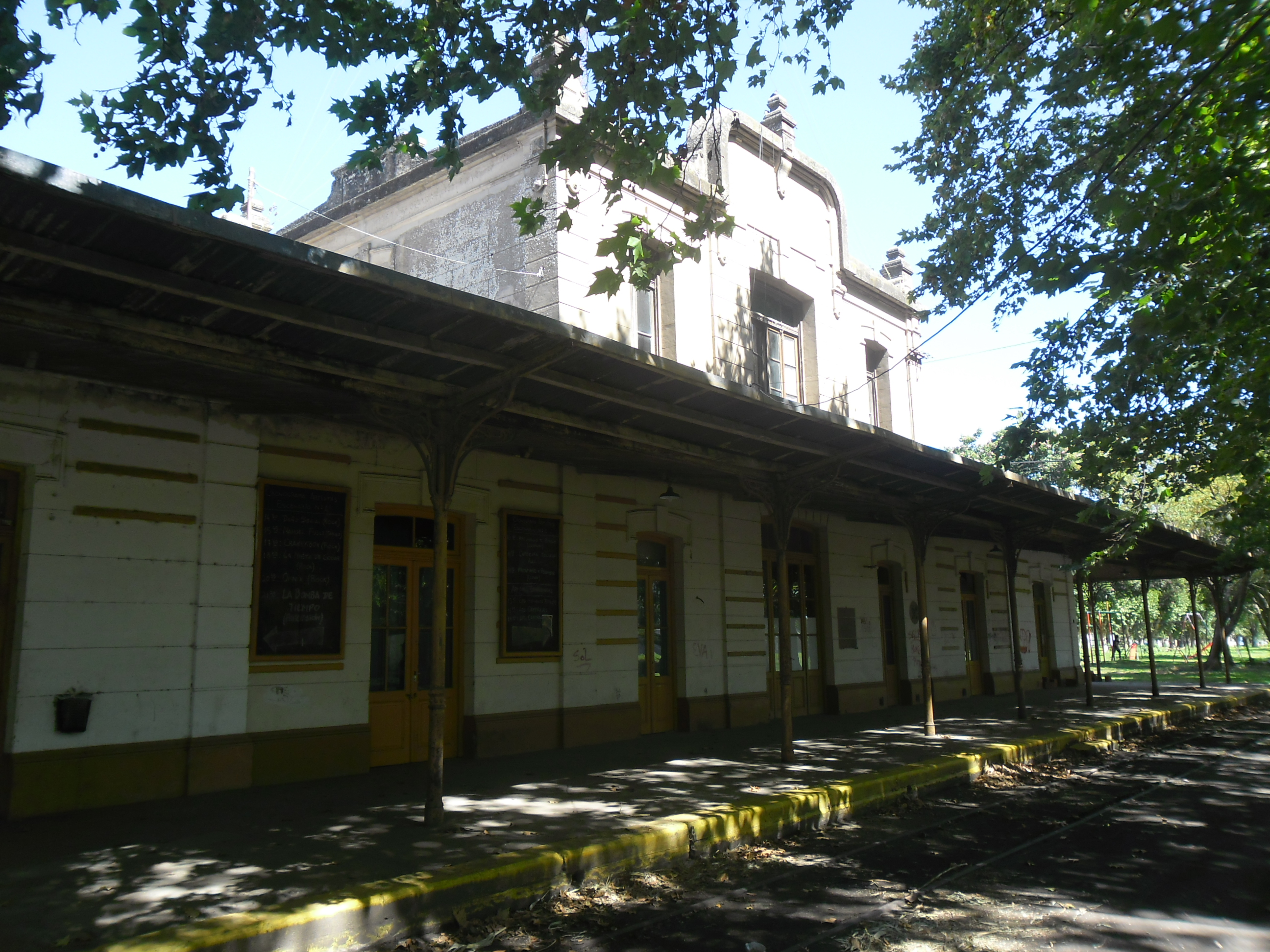
Estación Mercedes del Ferrocarril Belgrano(Marzo de 2014)
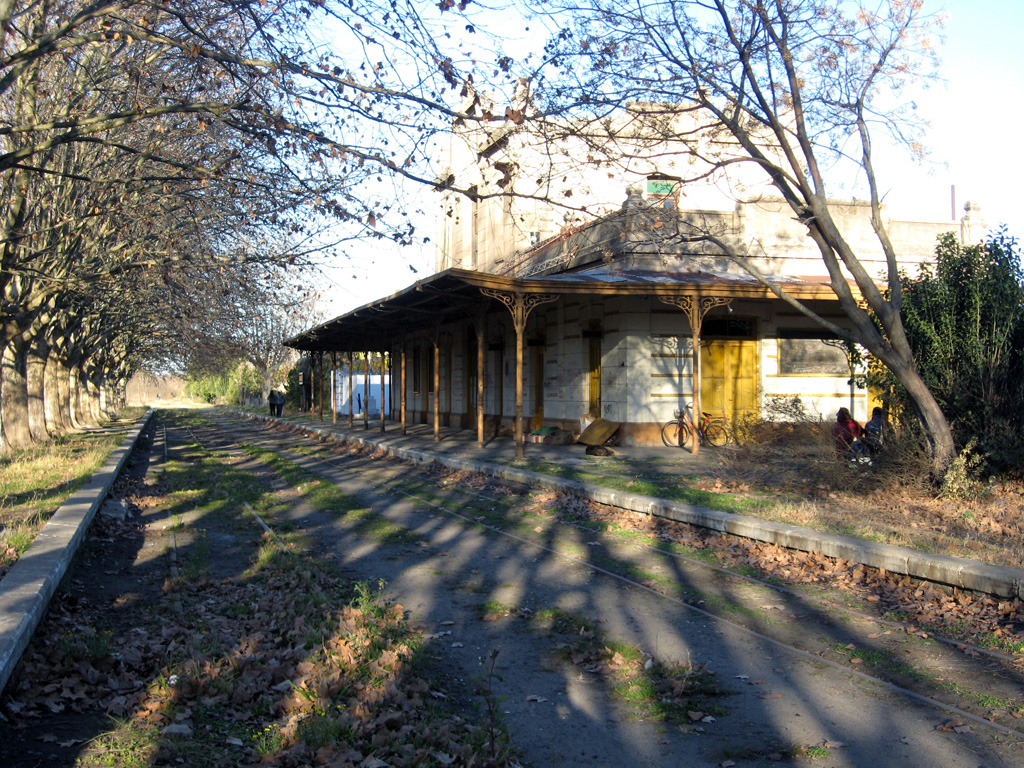
Estación Mercedes del Ferrocarril Belgrano (Agosto de 2007)